# Acueducto de Valdepuentes (Córdoba)
El acueducto de Valdepuentes, también conocido como Aqua Vetus o Aqua Augusta, era uno de los tres acueductos que, junto al Aqua Fontis Aureae y al Aqua Nova Domitiana Augusta, en época romana, suministraban agua a la ciudad de Corduba (actual Córdoba, España).
En 1931 fue declarado Monumento histórico-artístico,
por lo que es Bien de Interés Cultural con categoría de Monumento.

## Historia
Durante el reinado del emperador Augusto  la expansión de Corduba hizo necesaria la construcción de un acueducto para el abastecimiento público de agua, que hasta entonces se había realizado gracias a los acuíferos subterráneos horadados mediante numerosos pozos. Aquel primer acueducto se denominó Aqua Augusta y posteriormente, tras la construcción del segundo acueducto o Aqua Nova Domitiana Augusta, pasaría a llamarse Aqua Vetus, siendo conocido en la actualidad como acueducto de Valdepuentes. 
Desde los siglos XVIII y XIX existen descripciones sobre acueductos conservados en los alrededores de la ciudad, pero se dudaba sobre su origen romano o medieval, y aunque la existencia de algunos restos de conducciones de plomo, atarjeas, cloacas, etc. apuntaban a su origen romano, se mantenía la duda sobre su posible origen medieval. Esta duda está hoy despejada gracias a evidencias epigráficas encontradas en el último cuarto del siglo XX que demuestran fehacientemente su origen romano.

## Descripción
Esta conducción captaba el agua principalmente de la zona de Santa María de Trassierra (arroyo del Bejarano, caño de la Escarabita y Veneros de Vallehermoso) y tenía una longitud de 18,6 km, discurriendo en subterráneo prácticamente en su totalidad. La canal (specus) estaba construida en opus caementicium con revestimiento interior de opus signinum y tenía una sección de 90x64 cm con paredes 30-40 cm de espesor y cubierta por una bóveda de medio cañón de 30 cm de radio interno. Hay que destacar en su obra la existencia de un sistema de más de 40 pozos de resalto (spiramina) empleados para reducir la velocidad de las aguas en la ladera de la sierra, en la zona de Valdepuentes. Además tenía otros pozos cuya misión era cambiar de dirección o simplemente facilitar la limpieza del conducto subterráneo. Su aportación de agua a la ciudad se calcula entre 20.000 y 35.000 m³/día. 
En época medieval fue reutilizado para abastecer de agua a la ciudad palatina de Medinat al-Zahra (Medina Azahara) y en la actualidad puede observarse un fragmento de 2,5 m de longitud, perteneciente a un largo tramo de más de 70 m encontrado en las excavaciones para construir en la zona de la Arruzafilla, que ha sido conservado por el Ayuntamiento en una zona ajardinada junto a la glorieta de Santa Beatriz, en las proximidades de donde fue encontrado.